# João Morgado (fotógrafo)
João Morgado (Cascais, Portugal, 1985) é um arquitecto e fotógrafo português. Especializou-se no campo da fotografia de arquitectura, sendo reconhecido em 2016 pela publicação internacional Topteny como um dos 10 melhores fotógrafos de arquitectura do mundo.

## Carreira profissional
Em 2008 concluiu o mestrado integrado em Arquitectura pelo ISCTE, na Universidade Técnica de Lisboa, tendo iniciado a sua actividade no campo da fotografia de arquitectura já em 2007. Em 2010 fundou a sua própria empresa, a "João Morgado – Fotografia de Arquitectura".
Desde 2013 que utiliza drones para a fotografia aérea de arquitectura, tendo sido vencedor do Prémio ARCAID Images - Fotografia de Arquitectura 2014 na categoria Sense of Place, com uma fotografia aérea da Piscina das Marés, Monumento Nacional da autoria do arquitecto Siza Vieira, em Leça da Palmeira. O galardão foi entregue durante o World Architecture Festival, que teve lugar em Singapura entre os dias 3 e 6 de Outubro daquele ano.
Em 2016 foi reconhecido pela publicação internacional Topteny como um dos 10 melhores fotógrafos de arquitectura do mundo.